# Hexagonaal prisma
Een hexagonaal prisma is een prisma met een zeshoek als grond- en bovenvlak en 6 parallellogrammen als zijvlak.
Wanneer de zijvlakken van het hexagonale prisma vierkanten zijn, is het een halfregelmatig veelvlak. Het heeft in dat geval een duaal veelvlak: de hexagonale bipiramide. De oppervlakte {\displaystyle A} en inhoud {\displaystyle V}, met {\displaystyle a} de lengte van een zijde, van een halfregelmatig hexagonaal prisma worden gegeven door:
{\displaystyle A=\left(5{\sqrt {5+2{\sqrt {5\ }}\ }}+10\right)\ a^{2}\approx 25,388418\ a^{2}} en
{\displaystyle V={\frac {3{\sqrt {3\ }}}{2}}\ a^{3}\approx 2,59807~a^{3}}